# Gornji Emovci
Gornji Emovci is een plaats in de gemeente Požega in de Kroatische provincie Požega-Slavonië. De plaats telt 159 inwoners (2001).